# Alison Cheek
Alison Mary Cheek, geb. Western, (* 11. April 1927 in Adelaide, Australien; † 1. September 2019 in Brevard, USA) war eine australisch-amerikanische Priesterin. Sie war eine der ersten Frauen, die in der Episkopalkirche der Vereinigten Staaten zum Priestertum ordiniert wurde, und die erste Frau, die in dieser Konfession öffentlich die Eucharistie feierte.

## Leben und Werk
Cheek war die Tochter des Obstbauern Hedley und Dora (Whiting) Western. Sie erhielt 1947 ihren Abschluss an der University of Adelaide und heiratete ihren dortigen Lehrer für Wirtschaftswissenschaften, Bruce M. Cheek, mit dem sie vier Kinder bekam. Sie zog mit ihm für sein Stipendium an der Harvard University nach Boston und zwei Jahre später zurück nach Australien. Als ihr Ehemann 1957 eine Stelle bei der Weltbank bekam, zogen sie und ihr Mann in die Gegend von Washington, D.C. Sie wurde Laienpredigerin in mehreren Gemeinden und war 1963 eine der ersten beiden Frauen, die zum Master of Divinity-Programm am Virginia Theological Seminary zugelassen wurden. Sie erhielt 1969 einen Master of Divinity und wurde 1972 die erste weibliche Diakonin im Süden der USA.
Cheek und 10 weitere Frauen wurden am 29. Juli 1974 in einer von der Führung der Episcopal Church nicht genehmigten Zeremonie in der Church of the Advocate in Philadelphia ordiniert. Die Frauen wurden als Philadelphia Eleven bekannt. Zwei Wochen nachdem der Ordinationsgottesdienst stattgefunden hatte, berief der präsidierende Bischof John Maury Allin am 14. und 15. August eine Dringlichkeitssitzung des House of Bishops am Chicago O’Hare International Airport ein, wo die Priesterweihen der elf Frauen zunächst für ungültig erklärt wurden.
Ende Oktober 1974 feierten Cheek und zwei weitere Mitglieder der Philadelphia Eleven, Carter Heyward und Jeannette Piccard, die Eucharistie in der überkonfessionellen Riverside Church in Manhattan vor 1500 Menschen. Am 10. November 1974 war Cheek die erste Priesterin der Episkopalkirche, die öffentlich in der St. Stephen and the Incarnation Episcopal Church die Eucharistie feierte. Die Mitglieder der Philadelphia 11 wurden im Januar 1976 auf dem Cover des Time Magazine als „Frauen des Jahres“ vorgestellt. Im September 1976 stimmten die Leitungsgremien der Episcopal Church dafür, Frauen als ordinierte Mitglieder des Klerus zuzulassen.
In den 1970er Jahren studierte Cheek auch am Washington Institute of Pastoral Psychotherapy und eröffnete ihre eigene Beratungspraxis. Nach dem Tod ihres Mannes im Jahr 1977 schloss sie ihre Praxis und wurde Co-Direktorin des Mission Fundraising-Programms in Philadelphia. 1990 erwarb sie einen Doctor of Ministry an der Episcopal Divinity School in Cambridge, Massachusetts, und trat der Fakultät als Direktorin für feministische Befreiungsstudien bei.
Cheek wurde 1996 Vorstandsmitglied und Lehrerin in dem Greenfire Community and Retreat Center in Tenants Harbor, Maine, und wurde später in der St. Peter’s Episcopal Church in Rockland aktiv. 2013 zog sie sich nach North Carolina zurück und starb 2019 im Alter von 92 Jahren in Brevard.

## Würdigung
- 1975: Person of the Year in der Gruppe Die amerikanischen Frauen im Time-Magazine